# Зырянлаг
Исправи́тельно-трудово́й ла́герь Колы́мо-Индиги́рского речно́го парохо́дства (Зырянла́г) — лагерное подразделение, действовавшее в структуре Дальстроя.
Также известен как Зырянское лагерное отделение, Колымо-Индигирское лагерное отделение, Лагерное отделение Колымо-Индигирского речного пароходства, Исправительно-трудовой лагерь Колымо-Индигирского речного транспорта.

## История
Зырянлаг организован не позднее 1951 года. Управление Зырянлага размещалось в посёлке Зырянка, Магаданская область с 30.04.1954 в составе Якутская АССР. В оперативном командовании он подчинялся первоначально Главному управлению исправительно-трудовых лагерей Дальстрой, а позднее Управление северо-восточных исправительно-трудовых лагерей Министерства Юстиции СССР (УСВИТЛ МЮ) (позднее УСВИТЛ передан в систему Министерства Внутренних Дел).
В 1952 году был реформирован из лагерного отделения в исправительно-трудовой лагерь, а в следующем году вновь стал лагерным отделением.
Максимальное единовременное количество заключенных достигало 3300 человек.
Зырянлаг закрыт не позднее 1 января 1954 года (последнее известное упоминание).

## Производство
Основным видом производственной деятельности заключённых было обслуживание Колымо-Индигирского речного пароходства и погрузочно-разгрузочные работы, строительство узкоколейной железной дороги, добыча угля, лесозаготовки.